# Ait Ayach
Ait Ayach  (in arabo أيت عياش‎?) è un centro abitato e comune rurale del Marocco situato nella provincia di Midelt, regione di Drâa-Tafilalet. Conta una popolazione di 11 946 abitanti (censimento 2014).